# Danh sách thành phố và huyện của tỉnh tự trị đặc biệt Gangwon (Hàn Quốc)
Tỉnh tự trị đặc biệt Gangwon (Gangwon-do) được chia thành 7 thành phố (si) và 11 huyện (gun). Dưới đây là danh sách bằng tiếng Anh, hangul và hanja.

## Đon vị hành chính
| Tên             | Hangul | Dân số (người) | Diện tích (km2) | Bản đồ hành chính |
| --------------- | ------ | -------------- | --------------- | ----------------- |
| Wonju-si        | 원주시 | 313,479        | 867.36          |                   |
| Chuncheon-si    | 춘천시 | 269,723        | 1,116.64        |                   |
| Gangneung-si    | 강릉시 | 218,637        | 1,039.82        |                   |
| Donghae-si      | 동해시 | 95,289         | 180.07          |                   |
| Sokcho-si       | 속초시 | 84,315         | 105.30          |                   |
| Samcheok-si     | 삼척시 | 72,599         | 1,186.05        |                   |
| Taebaek-si      | 태백시 | 51,043         | 303.52          |                   |
| Hongcheon-gun   | 홍천군 | 69,832         | 1,816.05        |                   |
| Cheorwon-gun    | 철원군 | 48,745         | 890.3           |                   |
| Hoengseong-gun  | 횡성군 | 44,359         | 997.71          |                   |
| Pyeongchang-gun | 평창군 | 43,675         | 1,464.16        |                   |
| Jeongseon-gun   | 정선군 | 41,133         | 1,219.58        |                   |
| Yeongwol-gun    | 영월군 | 40,556         | 1,127.46        |                   |
| Inje-gun        | 인제군 | 31,691         | 1,646.36        |                   |
| Goseong-gun     | 고성군 | 30,231         | 664.34          |                   |
| Yangyang-gun    | 양양군 | 27,986         | 628.90          |                   |
| Hwacheon-gun    | 화천군 | 24,191         | 909.1           |                   |
| Yanggu-gun      | 양구군 | 21,747         | 700.85          |                   |
| Tổng            | 합계   | 1,543,555      | 16,874.59       |                   |